# Сейтаридис, Юркас
Ю́ркас Сейтари́дис (греч. Γιούρκας Σειταρίδης; 4 июня 1981, Афины, Греция) — греческий футболист, выступавший на позиции защитника. Чемпион Европы 2004 года.

## Карьера

### Клубная
Начал свою карьеру в клубе «Яннина», а в возрасте 20 лет перешёл в афинский «Панатинаикос». В сезоне 2003/04 он стал чемпионом Греции и обладателем национального кубка. В 2004 году он был куплен португальским «Порту» и выиграл вместе с ним Межконтинентальный кубок.
Сезон спустя в московском «Динамо» началась закупка иностранных футболистов, в которую попал и Сейтаридис, цена трансфера составила € 10 млн. Проведя за сезон несколько матчей, Юркас как и многие другие игроки поставил вопрос об уходе из клуба, в котором защитник получал мало игровой практики. Позже игрок заявил, что переход в стан бело-голубых был ошибкой и он пожалел о своём выборе.
В июне 2006 года он был отпущен в мадридский «Атлетико» за € 12 млн, где Сейтаридис чувствовал себя вполне комфортно, пока в 2009 году мадридцы досрочно не расторгли контракт, который действовал ещё один год.
В 2009 году после конфликта с Абелем Ресиной вернулся в «Панатинаикос».

### В сборной
В сборной Греции защитник дебютировал в 2002 году и уехал на финальный турнир молодёжной команды. На Евро-2004 он поехал основным игроком главной сборной и стал открытием турнира. Греческая команда стала чемпионом, а Сейтаридис попал в символическую сборную чемпионата.

## Достижения
- Победитель Чемпионата Греции: 2003/2004, 2009/2010
- Обладатель Кубка Греции: 2004, 2010
- Обладатель Суперкубка Португалии: 2004
- Обладатель Межконтинентального кубка: 2004
- Победитель Чемпионата Европы в составе сборной Греции: 2004